# Feel da CITY
『Feel da CITY』（フィール ダ シティ）は、SixTONESのライブ・ビデオ。2022年9月28日にSony Music Labelsから発売。

## 概要
2022年1月リリースのアルバム『CITY』とあわせて開催されたライブツアー『Feel da CITY』の横浜アリーナ・1月6日公演の模様を収録。
初回盤ディスク2には特典映像として、メンバー6人がライブ映像を鑑賞し裏話等をトークする「ビジュアルコメンタリー」とツアーファイナルの宮城県総合運動公園総合体育館（セキスイハイムスーパーアリーナ）より「Gum Tape」「FASHION」「わたし」のライブ映像が収められる。
通常盤の特典映像には、振替公演などもありながら半年かけてツアーに挑むSixTONESの姿に迫ったドキュメンタリーが収録される。

## 収録内容

### DISC1
※通常盤・初回盤共通
Feel da CITY 2022.01.06 YOKOHAMA ARENA
1. Lost City
2. Special Order
3. Rosy
4. Rollin'
5. S.I.X
6. Dawn
7. Papercut
8. Odds
9. LOUDER
10. 真っ赤な嘘
11. 共鳴
12. love u…
13. You & I
14. WHIP THAT
15. Everlasting
16. Ordinary Hero
17. With The Flow
18. Your Best Day
19. "Laugh" In the Life
20. Strawberry Breakfast -CITY ver.-
21. フィギュア
22. NEW WORLD
23. Imitation Rain
24. マスカラ
25. NEW ERA
26. NAVIGATOR
27. Good Times

[ENCORE]
1. 僕が僕じゃないみたいだ
2. この星のHIKARI
3. Cassette Tape

### DISC2

#### 初回盤
1. メンバーによる「Feel da CITY」ビジュアルコメンタリー
2. Gum Tape（from Feel da CITY Miyagi Sekisui Heim Super Arena）
3. FASHION（from Feel da CITY Miyagi Sekisui Heim Super Arena）
4. わたし（from Feel da CITY Miyagi Sekisui Heim Super Arena）

#### 通常盤
1. DOCUMENT "Feel da CITY"